# Dekanija Tržič
Dekanija Tržič je bila rimskokatoliška dekanija Nadškofije Ljubljana. Trenutno župnije nekdanje Dekanije Tržič spadajo v Dekanijo Kranj.

## Župnije
1. Župnija Duplje
2. Župnija Goriče
3. Župnija Kovor
4. Župnija Križe
5. Župnija Leše
6. Župnija Lom
7. Župnija Trstenik
8. Župnija Tržič
9. Župnija Tržič - Bistrica